# 奈迈什乔
奈迈什乔，是匈牙利沃什州所辖的一个村，总面积7.38平方公里，总人口314，人口密度42.5人/平方公里（2010年1月1日）。